# ライヴリー (駆逐艦・2代)
|          |                                                               |
| 艦歴     |                                                               |
| 発注     | 1938年3月31日                                                 |
| 起工     | 1938年12月20日                                                |
| 進水     | 1941年1月28日                                                 |
| 就役     | 1941年7月20日                                                 |
| 退役     |                                                               |
| その後   | 1942年5月11日に戦没                                           |
| 除籍     |                                                               |
| 性能諸元 |                                                               |
| 排水量   | 1,920トン                                                     |
| 全長     | 362.5 ft (110.5 m)                                            |
| 全幅     | 36.7 ft (11.2 m)                                              |
| 吃水     | 10 ft (3.0 m)                                                 |
| 機関     | ギアード・タービン、ボイラー2基、2軸推進、48000 shp (35.8 MW) |
| 最大速   | 36ノット(66.7 km/h)                                           |
| 乗員     | 221名                                                         |
| 兵装     |                                                               |

ライヴリー (HMS Lively, G40) はイギリス海軍の駆逐艦。L級。

## 艦歴
1938年3月31日発注。1938年12月20日起工。1941年1月28日進水。1941年7月20日竣工。
8月、ウエスタンアプローチ管区に配属され、グリーノックを基地とする。8月22日、「ライヴリー」と駆逐艦「ライトニング」はスカパ・フローから損傷したフランス潜水艦「リュビ」の元に向かい、途中で合流した巡洋艦「キュラソー」とともに「リュビ」をダンディーまで護衛した。9月、「ライヴリー」はジブラルタルを基地とする第4駆逐艦戦隊に配属された。そして、マルタへ航空機を運ぶ空母「アーク・ロイヤル」などの護衛を務めた。9月24日、「ライヴリー」は空母「アーク・ロイヤル」や戦艦「ネルソン」、「ロドニー」、「プリンス・オブ・ウェールズ」の護衛としてジブラルタルから出撃した（ハルバード作戦）。
「ライヴリー」はその後もマルタへ航空機を届けるH部隊の護衛を務め、10月になるとK部隊に配属されマルタへ移った。11月8日、「ライヴリー」は軽巡洋艦「オーロラ」、「ペネロピ」、駆逐艦「ランス」とともに出撃し敵船団の攻撃に向かった。そして11月9日のデュースブルク船団の戦いで船団を壊滅させた。
11月23日夜、K部隊は再び敵船団の攻撃に出撃した。このときイタリアは複数の船舶を単独または2隻の船団で送り出しており、K部隊はその中でも重要な船団を攻撃するよう指示されていた。それは2隻のドイツ船「Maritza」と「Procida」からなっており、イタリア水雷艇「ルポ」と「カシオペア」によって護衛されていた。途中「ライヴリー」はイタリア軍機の爆撃を受けたがたやすく回避できた。K部隊は24日に目標の船団を捕捉し、護衛の水雷艇を追い払った後船団の船を2隻とも沈めた。戦闘後、K部隊は25日朝にマルタに戻った。11月29日にはB部隊（軽巡洋艦「エイジャックス」、「ネプチューン」、駆逐艦「キンバリー」、「キングストン」）がアレクサンドリアからマルタに到着した。11月30日、4隻の巡洋艦と「ランス」を除く3隻の駆逐艦は敵船団の攻撃に出撃した。偵察機から駆逐艦に護衛された船の情報が入ると、部隊を率いるローリングス少将はK部隊（「ペネロピ」、「オーロラ」、「ライヴリー」）をそこへ向かわせた。12月1日未明、K部隊はイタリアの武装商戦途中「アドリアティコ (Adriatico)」を発見。「アドリアティコ」は「オーロラ」と「ライヴリー」によって沈められた。マルタへ戻る途中でK部隊は駆逐艦に護衛されたタンカーの情報を受け取り、その攻撃に向かった。そして、イタリア駆逐艦「アルヴィセ・ダ・モスト」とすでに航空攻撃で大損害を受けていたタンカー「Mantovani」を沈めた。
12月13日からイタリアは補給物資を積んだ船団を北アフリカへ送るM41作戦を開始した。それを攻撃しようと、12月13日にアレクサンドリアから艦隊が出撃し、マルタのB部隊とK部隊も14日から15日の夜に出撃するよう命令が下った。だが、敵が引き返したため出撃は取りやめとなった。12月15日に補給物資を積んだ「ブレコンシャー」がアレクサンドリアからマルタへ向け出発し、護衛のための艦隊も出撃した。マルタからもK部隊などが出撃した。アレクサンドリアからの部隊とK部隊は12月17日に合流した。このときイタリアも中止されたM41作戦にかわるM42作戦を実行中であり、船団護衛のため出撃中であったイタリア艦隊とイギリス艦隊との間で第1次シルテ湾海戦が発生した。海戦後K部隊は「ブレコンシャー」を護衛して12月18日にマルタに戻ったが、北アフリカへ向かったイタリア船団のうちトリポリへ向かった3隻は掃海作業が終わるまで港外で待機していたため、これを攻撃するためその日のうちには軽巡洋艦「ペネロピ」、「オーロラ」、「ネプチューン」、駆逐艦「カンダハー」、「ランス」、「ライヴリー」、「ハヴォック」はマルタから出撃した。12月19日3時にトリポリ沖に到着したが、そこで「オーロラ」、「ネプチューン」、「ペネロピ」、「カンダハー」が触雷し、「ネプチューン」と「カンダハー」は沈没した。
「ライヴリー」は1942年1月と2月はマルタに出入りする船団の護衛従事した。3月9日、損傷したと報告があったイタリア巡洋艦の捜索に参加。3月11日にこのとき出撃した部隊のなかの軽巡洋艦「ナイアド」が撃沈され、「ライヴリー」はその生存者を救助した。3月22日、第2次シルテ湾海戦に参加。「ライヴリー」は損傷し翌日トブルクへ向かったが、その途中空襲でさらに損害を受けた。
1942年5月10日、敵船団がイタリアからベンガジへ向かっているとの情報に基づき、それを攻撃するため「ライヴリー」と駆逐艦「ジャーヴィス」、「ジャッカル」、「キプリング」はアレクサンドリアから出撃した（MG2作戦）。5月11日、敵機に発見されたため、4隻の駆逐艦は命令されていたとおり作戦を中止してアレクサンドリアへと向かった。だが、ヨアヒム・ヘルビッヒが率いる5機のJu 88の攻撃により「ライヴリー」は北緯33度23分、統計25度39分の地点で沈没。さらに続く攻撃で「キプリング」と「ジャッカル」も失われた。最終的な「ライヴリー」の死者行方不明者は40名であった。「ライヴリー」艦長Husseyは救助されたが、「ジャーヴィス」艦上で死亡した。